# Modesta Vžesniauskaitė
Modesta Vžesniauskaitė (Panevėžys, 17 d'octubre de 1983) va ser una ciclista lituana que va ser professional del 2002 al 2011.
Va competir als Jocs Olímpics d'estiu de 2008. Va competir a la cursa de carretera femenina i va completar la carrera, en vint-i-setè lloc, amb un temps de 3:33:17. La parella de Vžesniauskaitė és el multimilionari anglès John Caudwell ; la parella es va conèixer a través del ciclisme i estan junts des del 2015 i tenen dos fills.

## Palmarès
- 2003
  - Vencedora d'una etapa al Tour de l'Ardecha
- 2004
  - Vencedora d'una etapa a la Volta a Turíngia
- 2005
  - 1a al Gran Premi Carnevale d'Europa
- 2008
  -  Campiona de Lituània en ruta
- 2009
  - 1a al Gran Premi de Chambéry
- 2010
  - Vencedora de 2 etapes a la Joe Martin Stage Race